# 8972 Сільватіка
8972 Сільватіка (8972 Sylvatica) — астероїд головного поясу, відкритий 29 вересня 1973 року.
Тіссеранів параметр щодо Юпітера — 3,674.